# Rafał Glücksman

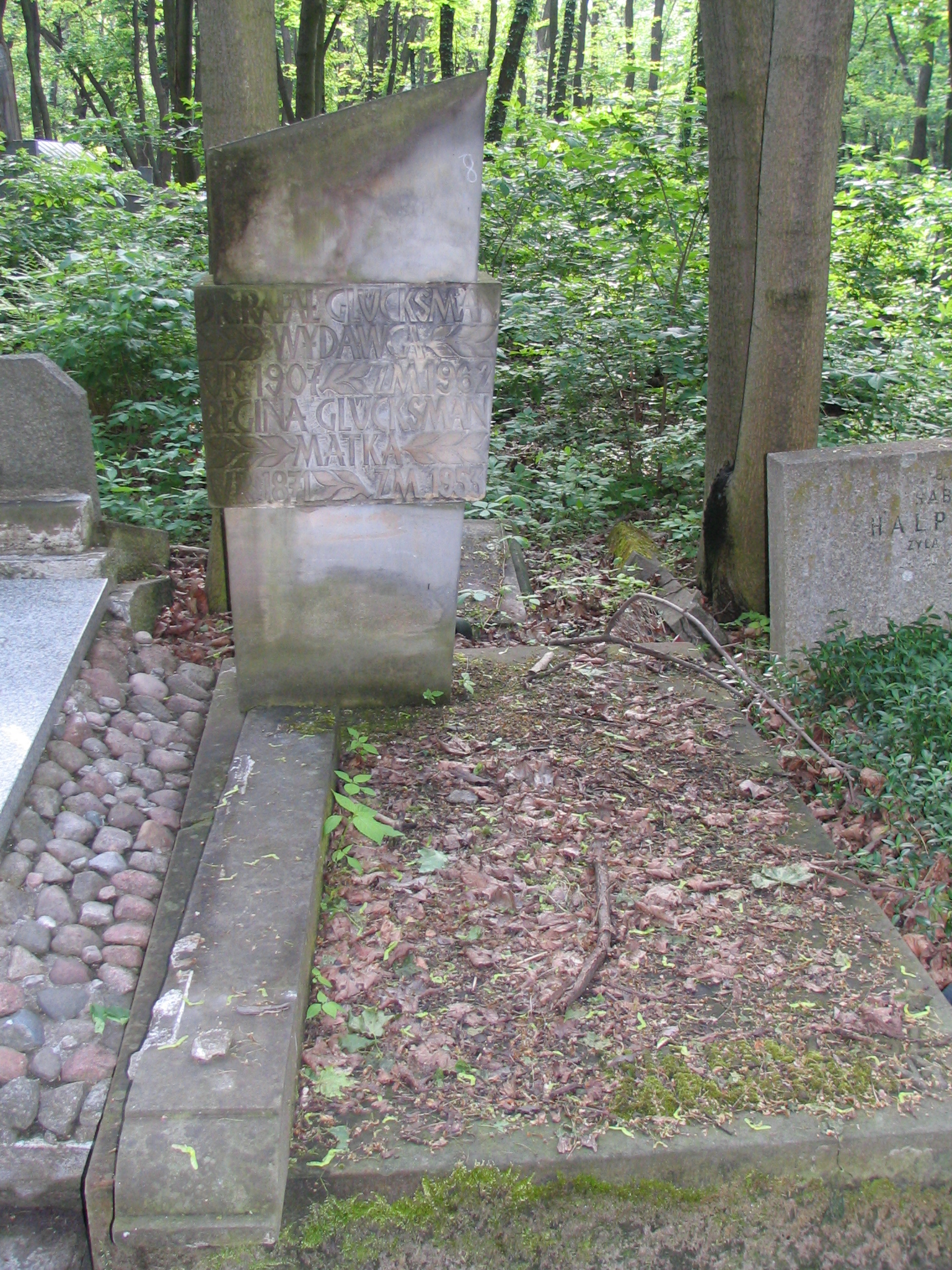
Grób Rafała Glücksmana na cmentarzu żydowskim przy ulicy Okopowej w Warszawie

Rafał Glücksman (ur. 27 lipca 1907, zm. 6 listopada 1962 w Warszawie) – polski wydawca oraz historyk i popularyzator sztuki żydowskiego pochodzenia, założyciel wydawnictwa Auriga.

## Życiorys
Urodził się w rodzinie żydowskiej, jako syn Wolfa Glücksmana i Reginy z domu Hut (1871–1953). Uzyskał stopień doktora filozofii w zakresie historii sztuki. Od 1937 pracował w księgarni wydawniczej S. S. Krzyżanowski w Krakowie i z jej ówczesnym właścicielem Marianem Krzyżanowskim zajmował się przygotowaniem serii albumów Imago Poloniae. Albumy te wyróżniały się nieprzeciętnym poziomem artystycznym; doświadczenia edytorskie z tego okresu Glücksman owocnie wykorzystał w pracy powojennej.
Po wojnie pozostał przez pewien czas w Krakowie i podjął pracę w miejscowej ekspozyturze Spółdzielni Wydawniczej Czytelnik. Przeszedł następnie do Państwowego Instytutu Wydawniczego, gdzie jako uznany edytor, erudyta i historyk sztuki był redaktorem naczelnym Komitetu Redakcyjnego Publikacji z Zakresu Wiedzy o Sztuce. Następnie założył i objął dyrekcję Oficyny Wydawniczej Auriga, w której wydał liczne albumy i książki o malarstwie polskim i światowym.
Do najbardziej znanych publikacji opracowanych przez Glücksmana należały: album Wit Stwosz (Państwowy Instytut Wydawniczy 1951, wersje niemiecka i francuska 1953), cykl monografii albumowych Wśród Swoich i Obcych (do 1957 wydawanych w Państwowym Instytucie Wydawniczym, następnie w Auridze, m.in. o Aleksandrze Kotsisie, Canaletto, Henryku Rodakowskim, malarstwie europejskim w zbiorach polskich), cykl monografii albumowych Klejnoty Sztuki Polskiej (1953-1961, wydawane kolejno w Państwowym Instytucie Wydawniczym i w Auridze, m.in. Drzwi gnieźnieńskie, Głowy wawelskie, Jana Matejki „Kazanie Skargi”, Kaplica Zygmuntowska, Renesansowy poliptyk wieniawski, Kodeks Baltazara Behema). Glücksman był często inicjatorem wydania publikacji, redaktorem, projektantem układu całości, obwoluty i okładki; osobiście dobierał ilustracje, w tym umiejętnie wskazywał warte wykorzystania fragmenty dzieł sztuki. Wiele z książek opracowanych przez Glücksmana zostało wyróżnionych nagrodami na wystawach i konkursach wydawców. Ostatnie albumy ukazały się już po śmierci redaktora. Został odznaczony Krzyżem Oficerskim (1954) i Kawalerskim (1947) Orderu Odrodzenia Polski, a w 1952 Złotym Krzyżem Zasługi.
Zmarł w Warszawie śmiercią samobójczą. Powodem tego kroku była czystka ze strony władz PRL, jaka dotknęła jego osobę i wydawnictwo Auriga. Został pochowany na cmentarzu żydowskim przy ulicy Okopowej (kwatera 31, rząd 4).